# Avtovo (métro de Saint-Pétersbourg)
Pour les articles homonymes, voir Avtovo.
Avtovo (en russe : А́втово) est une station de la ligne 1 du Métro de Saint-Pétersbourg. en Russie. Elle est située dans le raïon Kirov, de Saint-Pétersbourg en Russie.
Mise en service en 1955, elle est desservie par les rames de la ligne 1 du métro de Saint-Pétersbourg.

## Situation sur le réseau

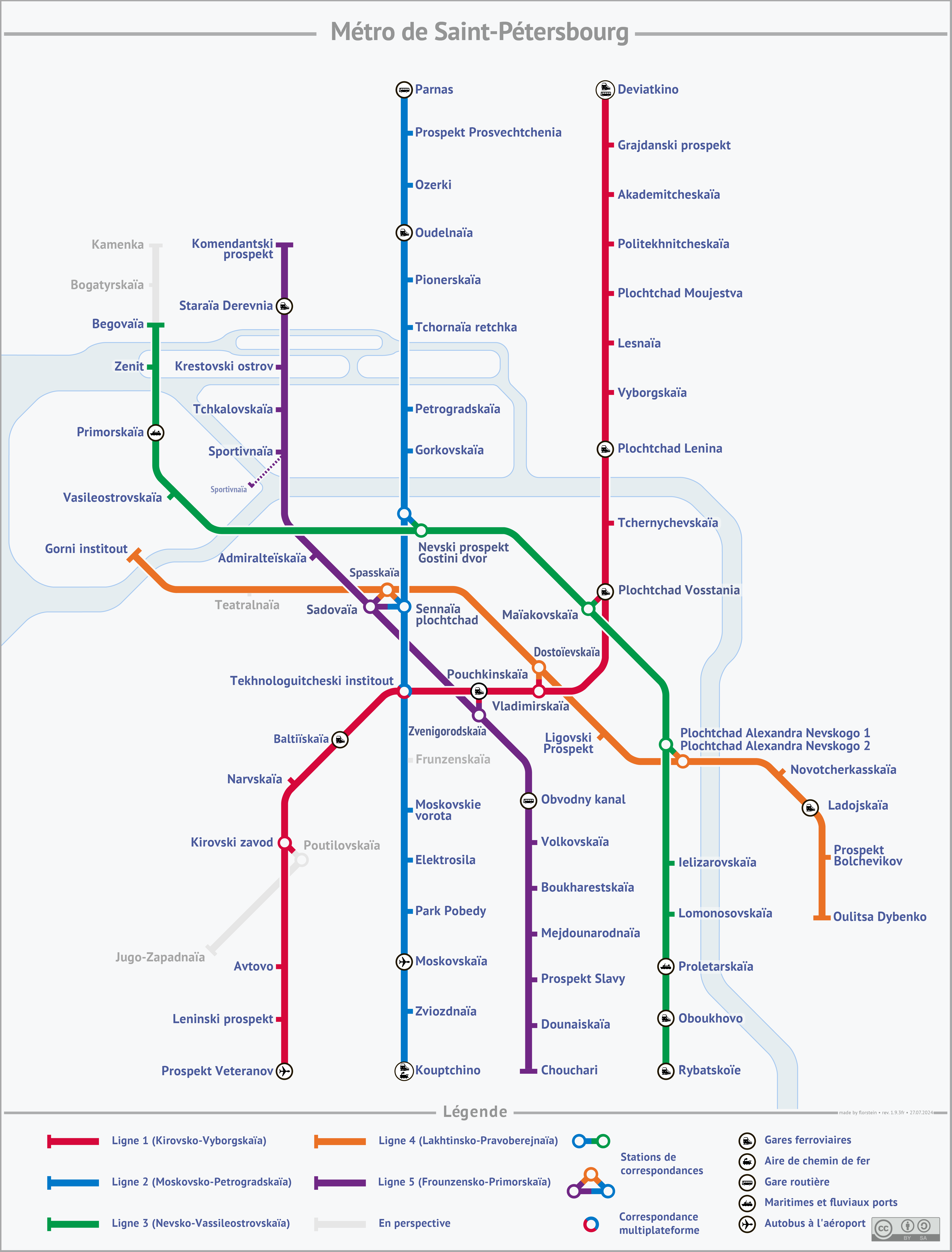
Plan du métro.

Établie en souterrain, à 12 mètres de profondeur, Avtovo est une station de passage de la ligne 1 du métro de Saint-Pétersbourg. Elle est située entre la station Kirovski zavod, en direction du terminus nord Deviatkino, et la station Leninski prospekt, en direction du terminus sud Prospekt Veteranov.
La station dispose d'un quai central encadré par les deux voies de la ligne,.

## Histoire
La station Avtovo est mise en service le 15 novembre 1955, lors de l'ouverture à l'exploitation de la section de Avtovo à Plochtchad Vosstania,. Elle est nommée en référence au quartier historique éponyme.
La ligne est prolongée le 6 janvier 1966 vers une station terminus en surface qui est fermée lors de l'ouverture du prolongement souterrain de la ligne, jusqu'au nouveau terminus Prospekt Veteranov, le 29 septembre 1977.

## Services aux voyageurs

### Accès et accueil
Elle dispose, en surface, d'un pavillon d'accès, en relation avec le nord du quai, situé à 12 mètres de profondeur, par un court tunnel en pente équipé d'un escalier fixe.

Installations
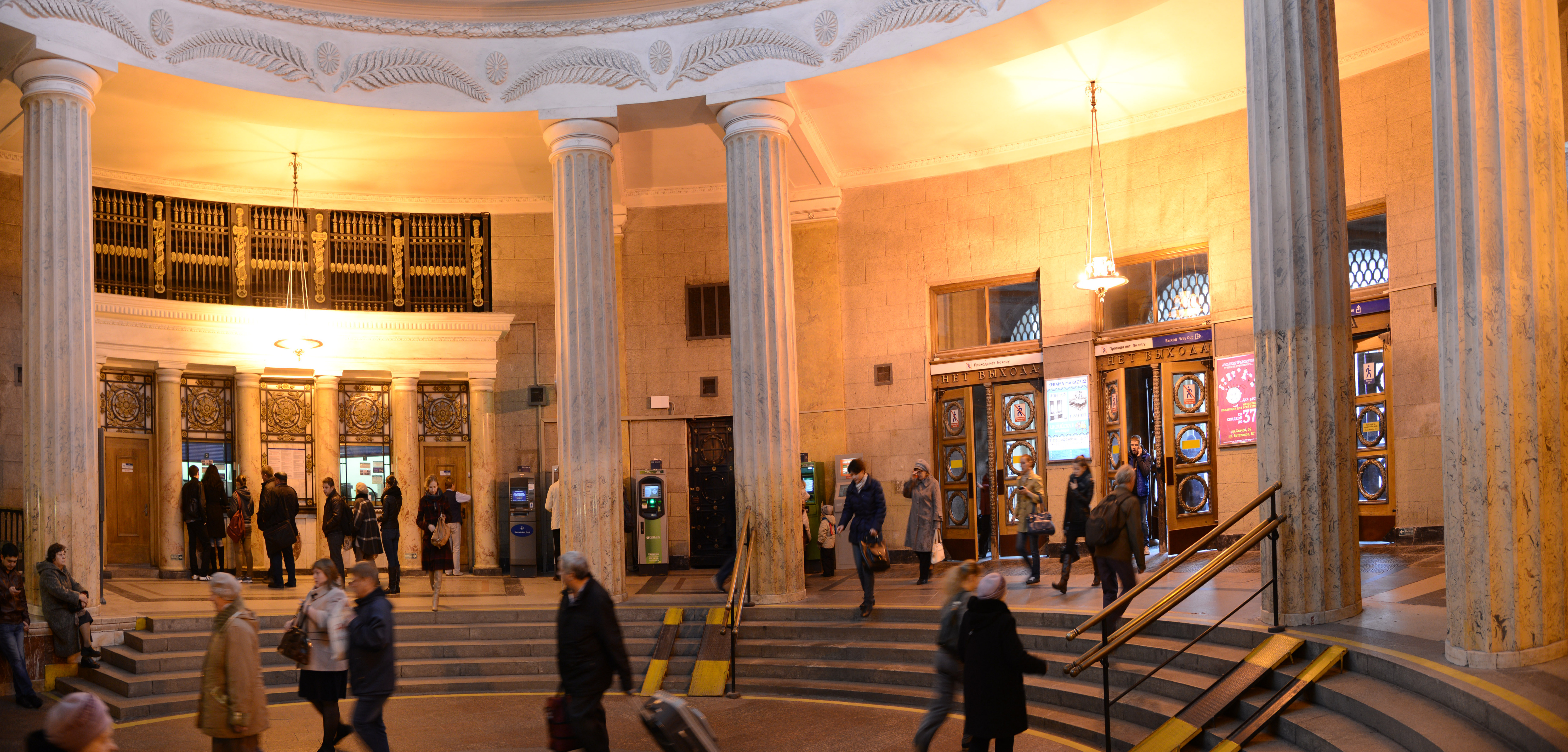
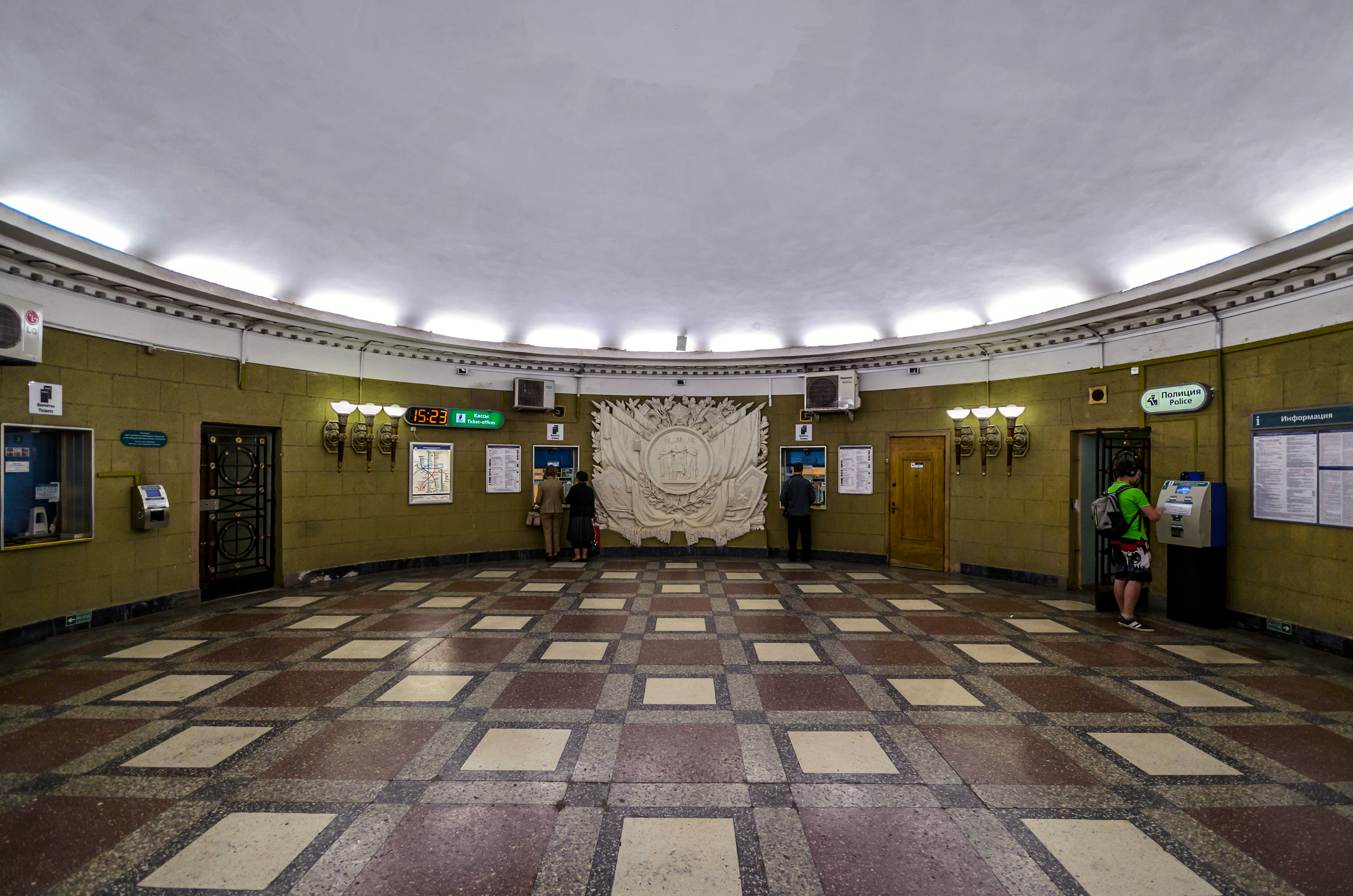
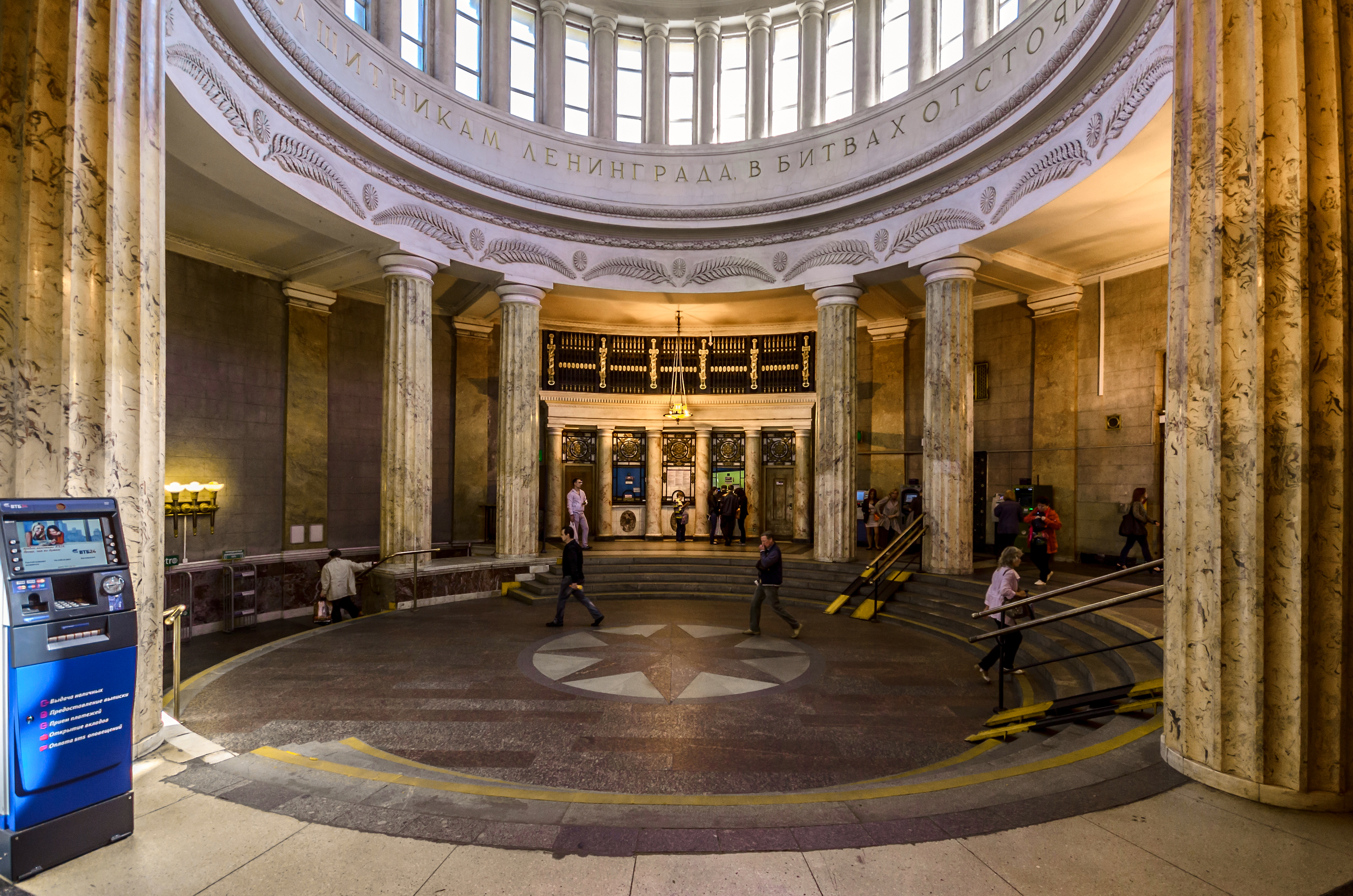

### Desserte
Avtovo est desservie par les rames de la ligne 1 du métro de Saint-Pétersbourg.

Installations et desserte
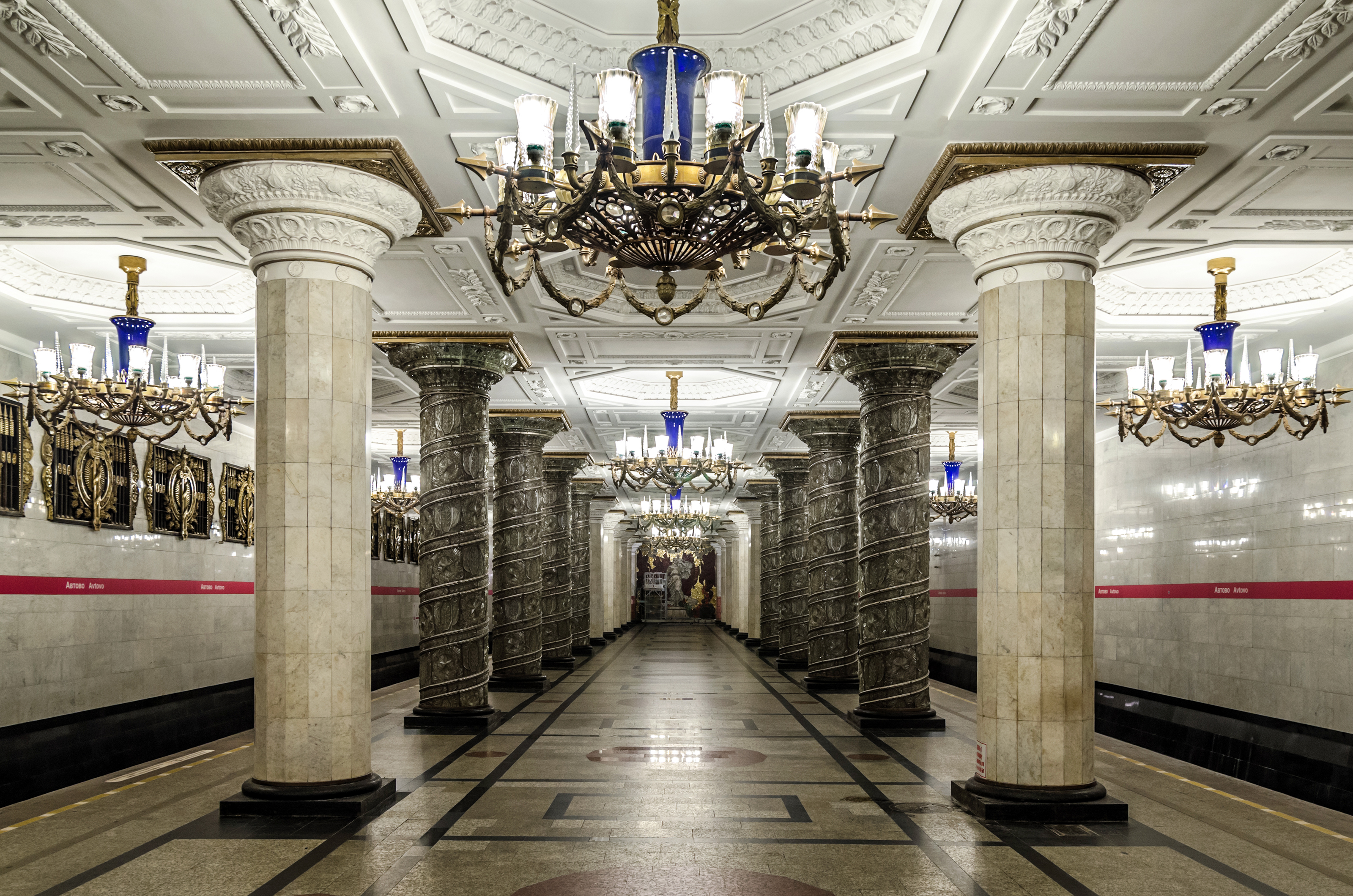
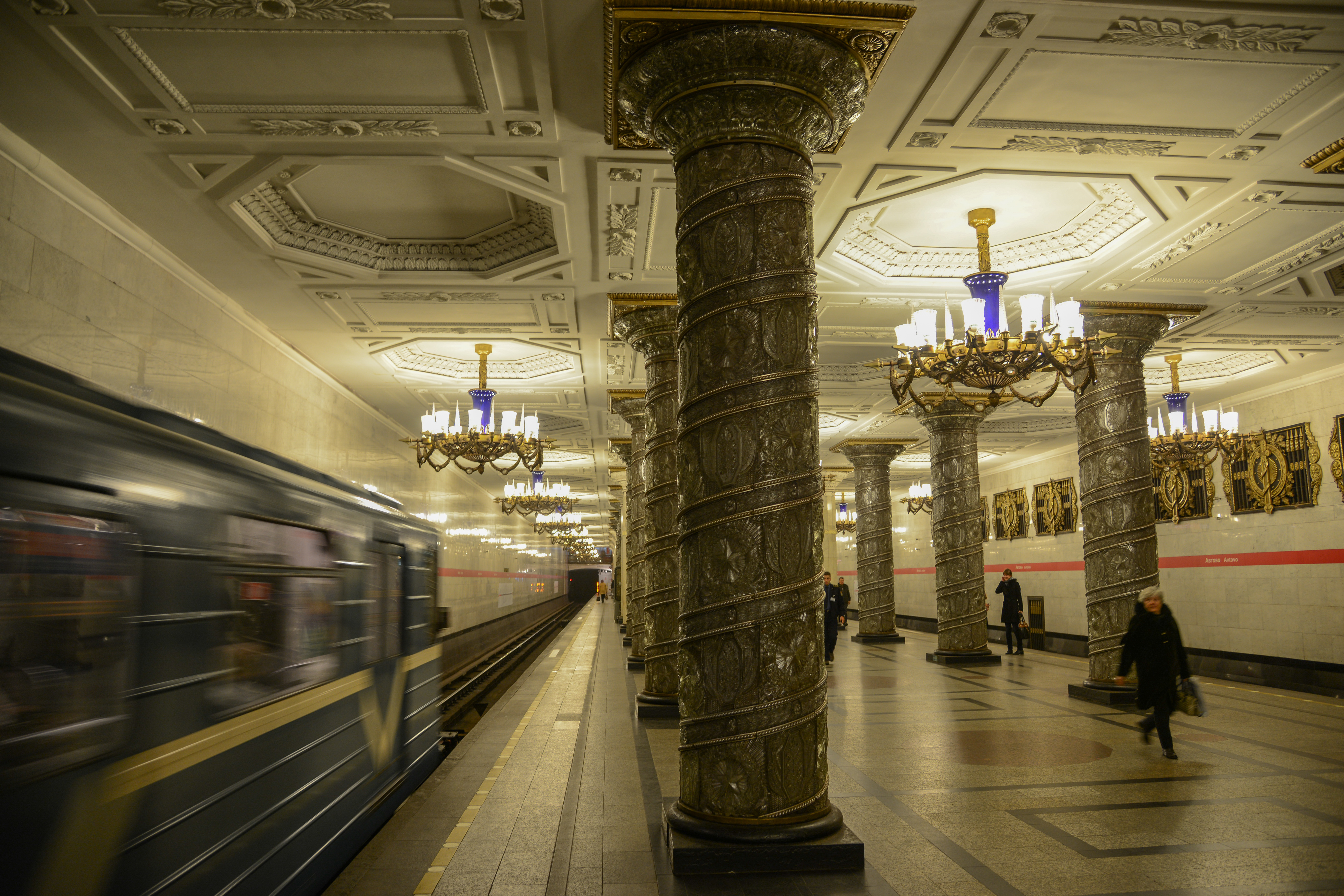
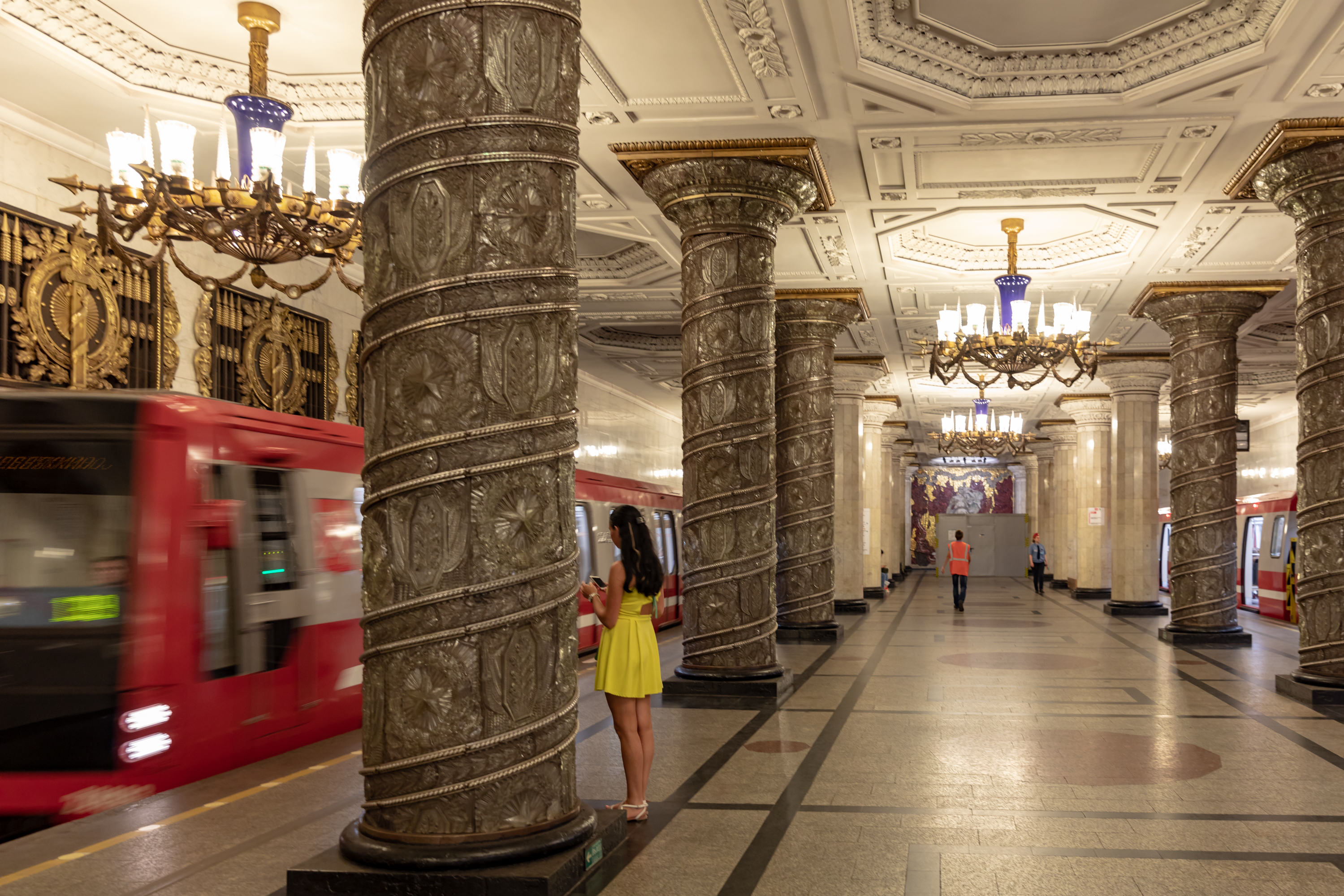

### Intermodalité
À proximité : une station du Tramway de Saint-Pétersbourg est desservi par les lignes 36, 52, 56 et 60 ; un arrêt des trolleybus de Saint-Pétersbourg est desservi par la ligne 20 ; et des arrêts de bus sont desservis par de nombreuses lignes.

## Patrimoine ferroviaire
La station est inscrite comme patrimoine culturel d'importance régionale le 15 décembre 2011.

Détails décoratifs
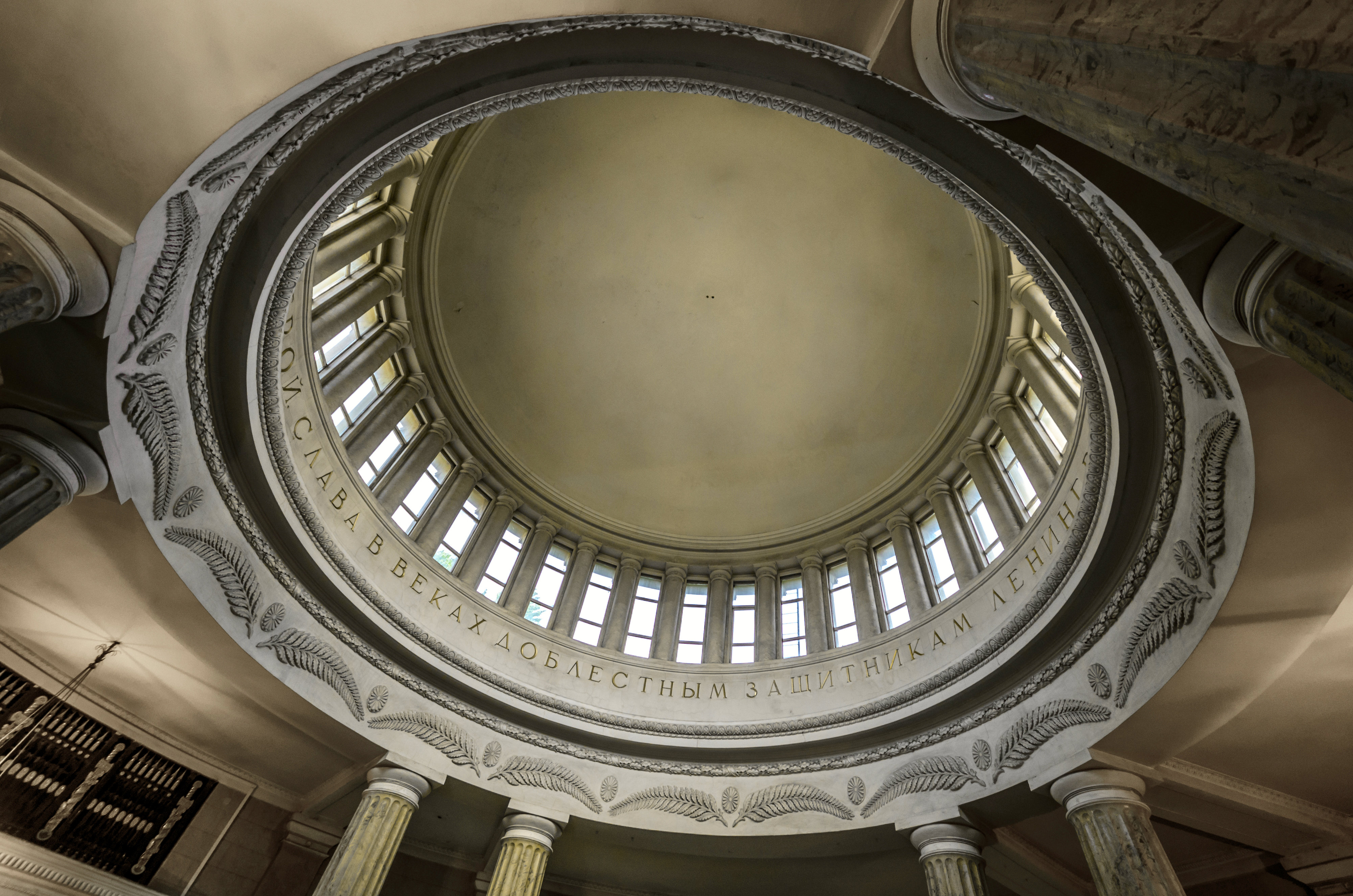
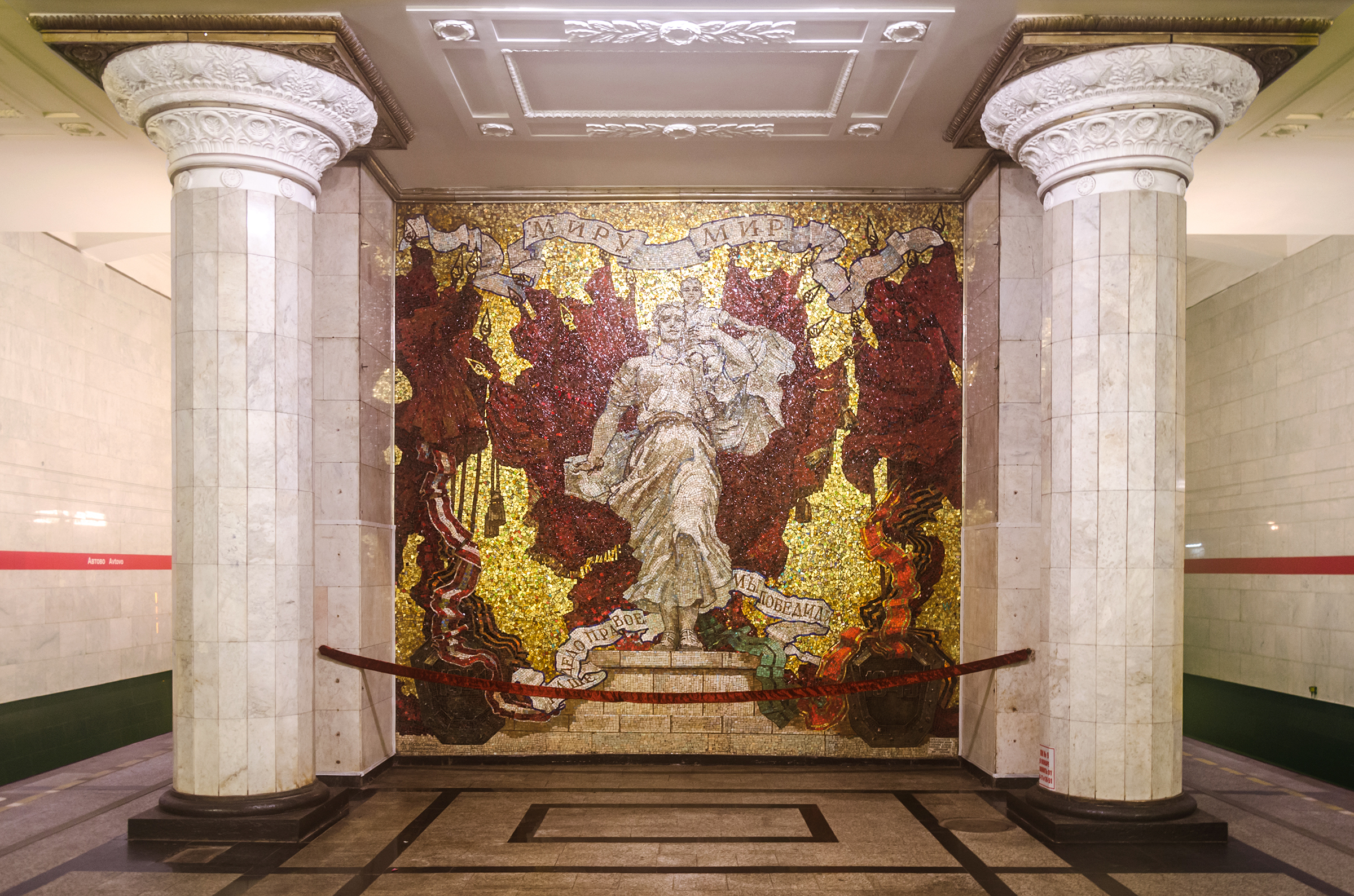
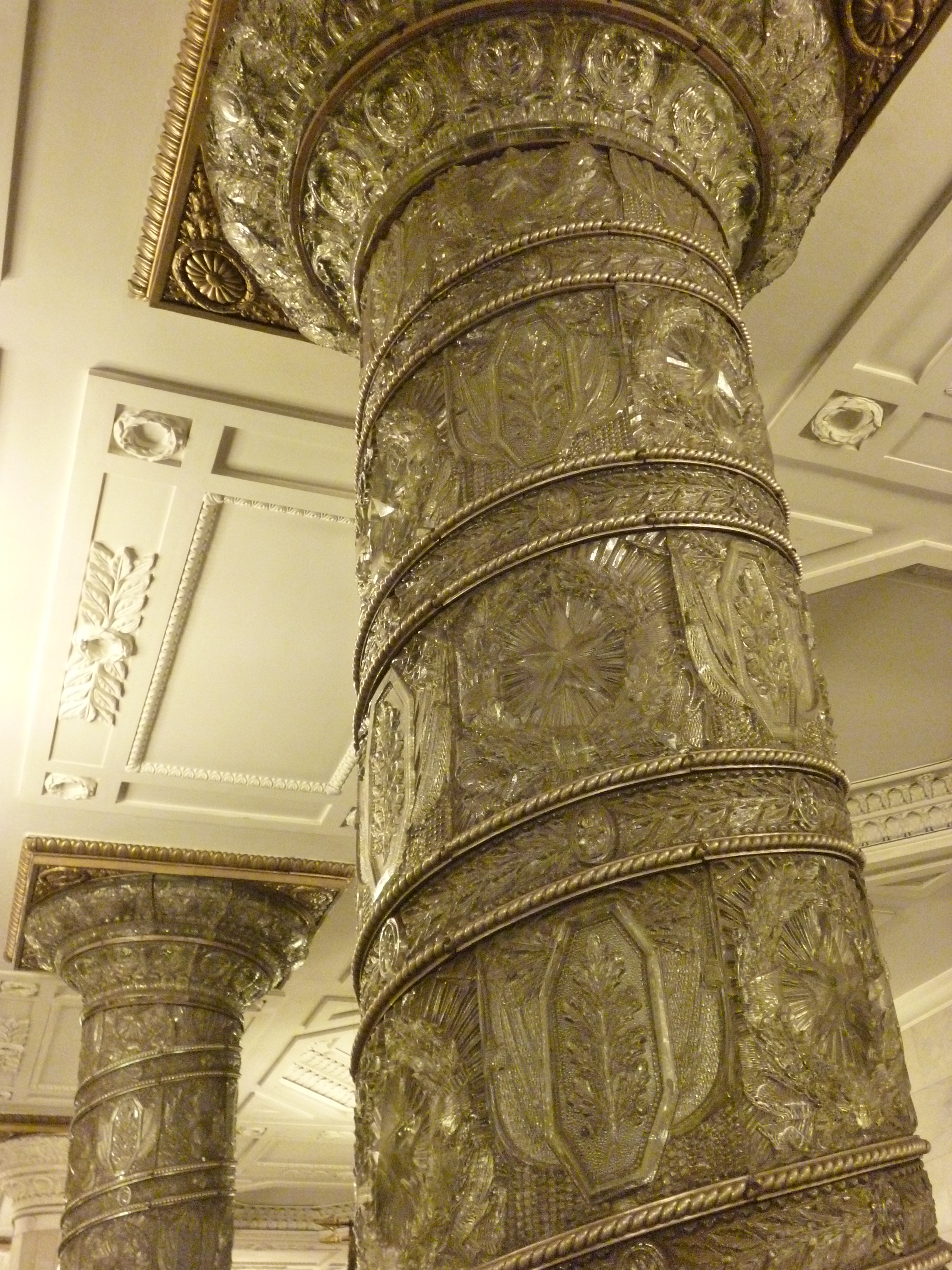
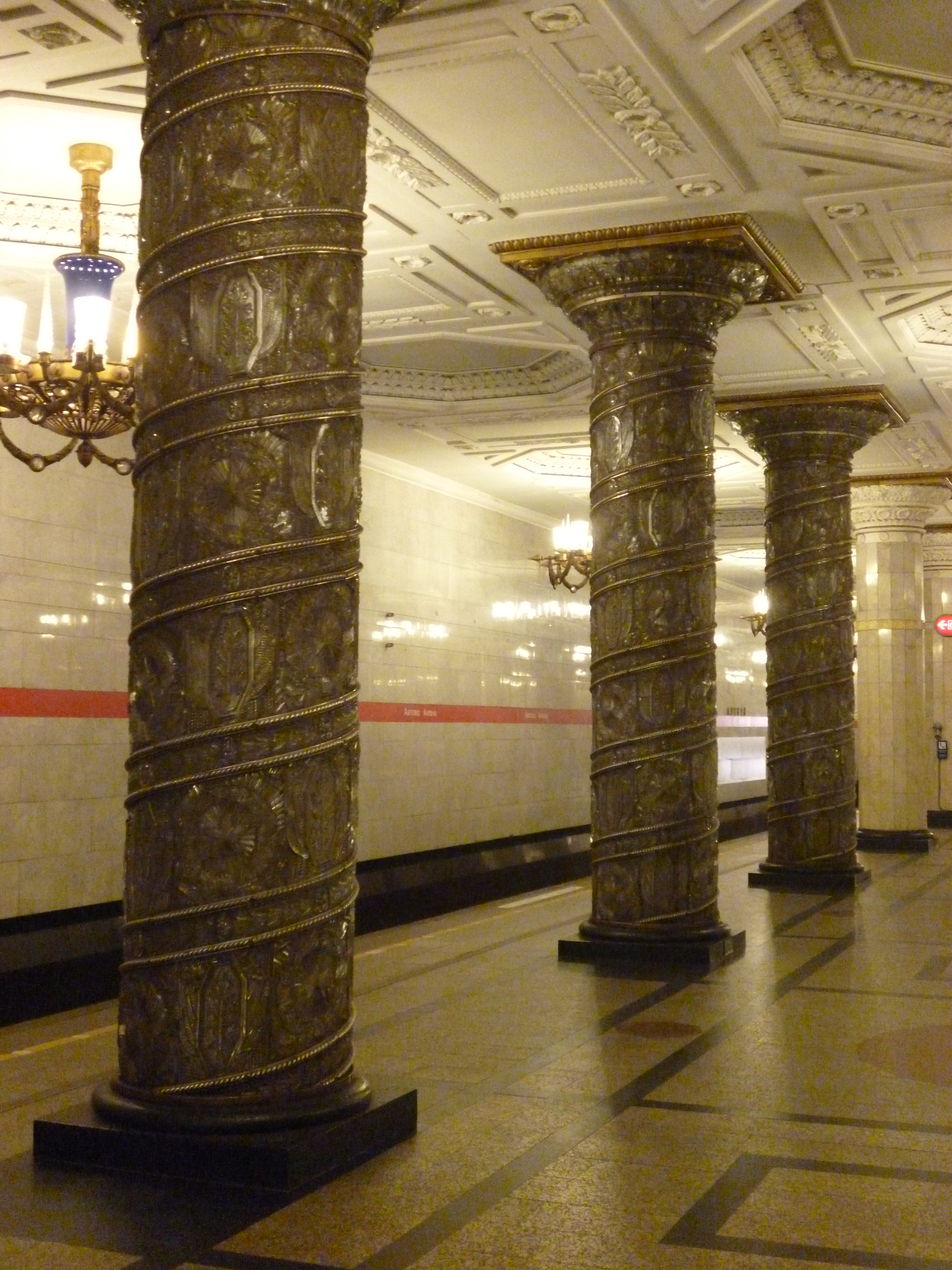